# Pichilemu

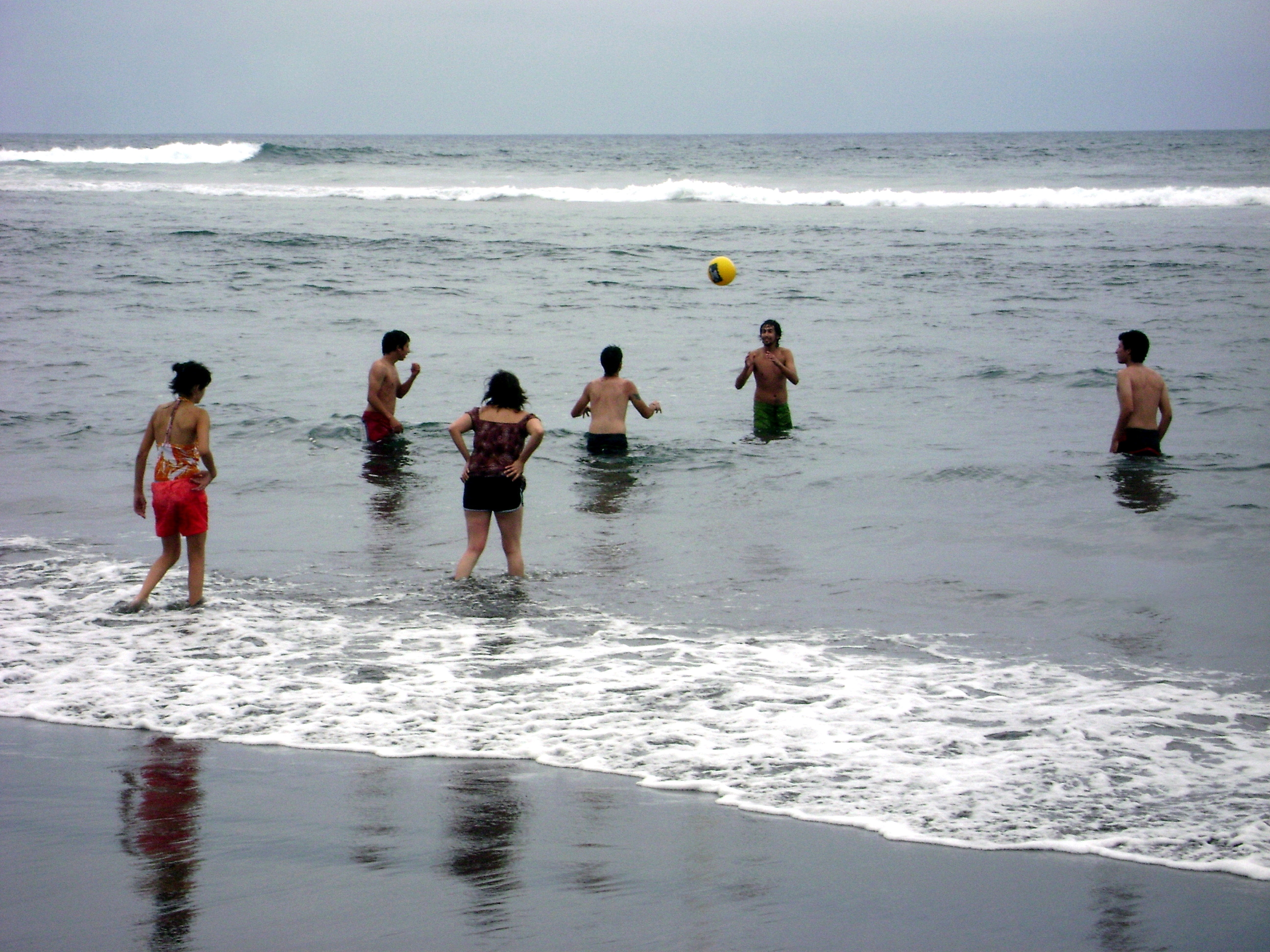
Pichilemu strand.

Pichilemu (mapudungun: Liten skog, uttal på spanska: /pitʃilemu/) är en turistort i centrala Chile och huvudort i Provincia de Cardenal Caro. Pichilemu hade 12 392 invånare år 2002.
Pichilemus strand är populär bland surfare.

## Bildgalleri

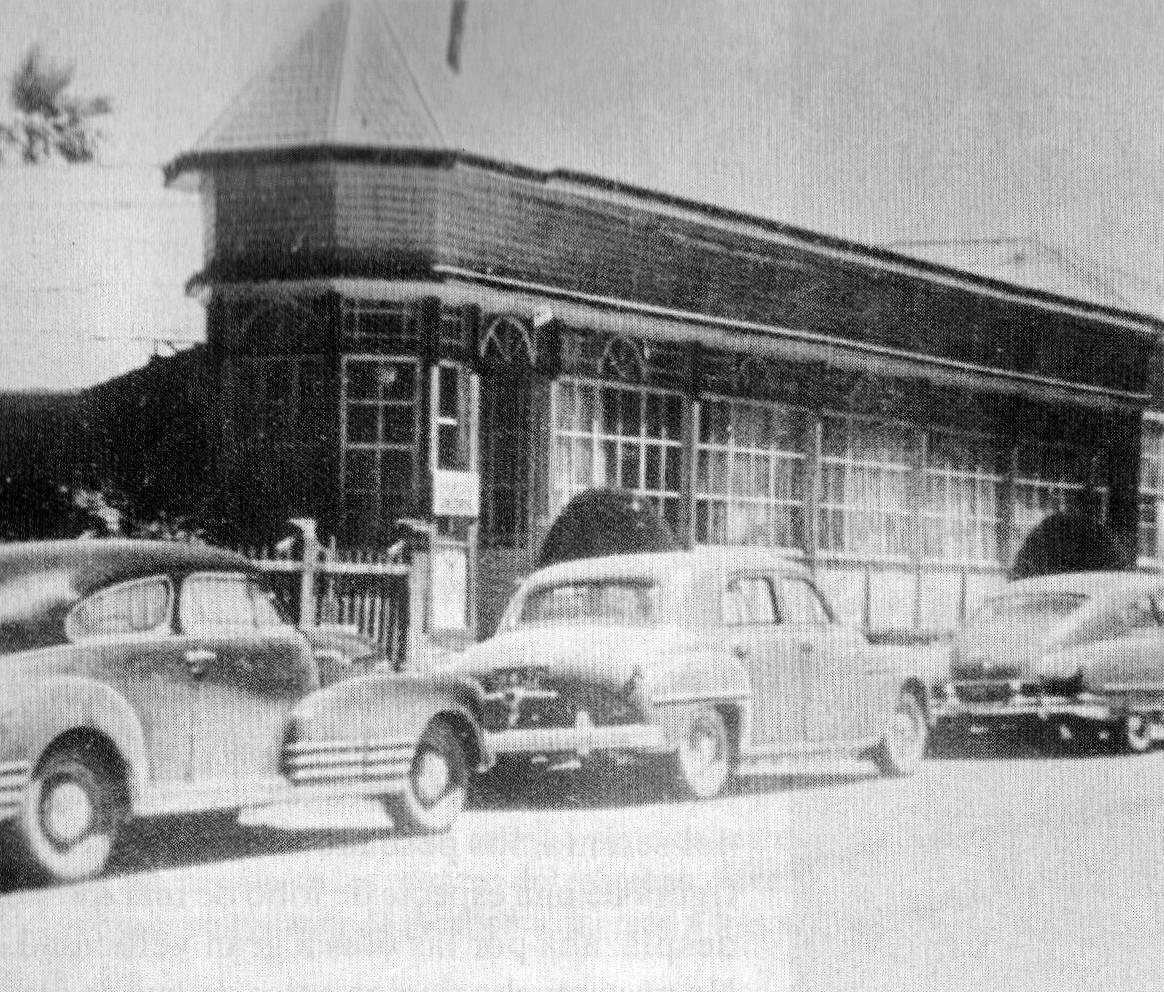